# Sanford B. Dole
Sanford B. Dole, född 23 april 1844, död 9 juni 1926, var en politiker och jurist, och inblandad i Kungariket Hawaiis omvandling till republik. 1894 proklamerade han att Republiken Hawaii grundats, med målet att annekteras av USA. Han var president i övergångsregeringen.

## Uppväxt och tidigt yrkesliv
Dole föddes på Honolulu i en familj av protestantiska missionärer från New England. Han var kusin till ananasmagnaten James Dole, som senare skulle följa honom till Hawaii.  Dole var medlem av den rika sociala elit på Hawaiiöarna som dominerade den lokala politiken. Som jurist tjänade han framgångsrikt Hawaiis kung Kalākaua och dennes syster, drottning Lili'uokalani, som han även var personlig vän med, och som sådan förespråkade han en orientering mot väst av Hawaiis samhälls- och kulturliv. Innan han motvilligt accepterade att bli president i övergångsregeringen var han en av de tre domarna i Hawaiis högsta domstol.

## Revolutionär
Dole medverkade i den revolution som 1887 ägde rum, där lokala, invandrade affärsmän och sockerplantageägare tvingade fram en ny författning (engelska: The Bayonet Constitution, Bajonettgrundlagen), som skrevs av inrikesminister Lorrin A. Thurston. Denna fråntog asiater all rösträtt, liksom de stora delar av ursprungsbefolkningen som inte längre hade tillräcklig inkomst, förmögenhet, eller bådadera, vilket ökade de europeiska invånarnas makt. De nya grundlagen ökade även rådets makt på bekostnad av monarkens. Senare utnämnde Kalākaua Dole till domare i Hawaiis högsta domstol.

## Slutet på monarkin
I januari 1893 avskaffades monarkin efter en kupp ledd av Säkerhetskommittén (engelska: Committee of Safety), som sedan utropade en övergångsregering där flera av dess medlemmar ingick. Denna erkändes av alla nationer med diplomatiska relationer till Kungadömet Hawaii som den legitima styrelsen över alla öar inom 48 timmar. Efter att ha gjort ett misslyckat försök att med våld återta makten några år senare abdikerade drottningen i januari 1895.
När Grover Cleveland 1893 valdes till USA:s president för andra gången fick övergångsregeringens planer på att annekteras anstå en tid. Cleveland försökte till och med återinföra monarkin efter en rapport av James Henderson Blount, som hävdade att USA:s ambassadör John L. Stevens tillsammans med säkerhetskommittén planerat att landsätta United States Marine Corps. Den 16 november 1893 överlämnade Albert Willis Clevelands förslag om att drottning Liliʻuokalani skulle ge revolutionärerna amnesti i utbyte mot att återfå sin tron. Hon vägrade dock, och krävde att de istället skulle avrättas. Den 18 december ändrade hon sig gällande Doles och Thurstons straff, men då hade Cleveland redan överlämnat ärendet till USA:s kongress, som beställde en ny rapport från John Tyler Morgan, vilken kom fram till att upproret var lokalt förankrat och hade sina rötter i en tradition av korruption i kungadömet, och att de amerikanska trupperna endast skyddat amerikanska medborgare och dessas tillgångar och inte spelat någon roll i avsättandet av drottningen. Utan att känna till detta framförde Willis den 23 december Clevelands krav på drottningens återinsättande till övergångsregeringen, som vägrade.
Nästa år tog övergångsregeringen istället fram en ny författning och omvandlade Hawaii till republik.

## President över en republik
Efter att Lorrin A. Thurston tackat nej till presidentskapet valdes istället Dole till att leda regeringen; han kom att tjäna som Hawaiis första och ende president mellan 1894 och 1900. Dole utnämnde Thurston till att leda lobbyverksamheten i Washington, D.C. och säkra Hawaiis anslutning till USA.
Doles regering överlevde flera försök att återställa monarkin, bland annat ett väpnat uppror som Robert William Wilcox deltog i.
Wilcox och hans medkonspiratörer dömdes först till döden, men Dole mildrade straffen.  Dole lyckades väl på diplomatins arena, och alla länder som hade erkänt Kungadömet Hawaii erkände även Republiken Hawaii.

## Guvernör och domare
Efter att Hawaii anslutits till USA utnämnde president William McKinley Dole till förste guvernören i Hawaiiterritoriet. Dole iklädde sig denna roll 1900 men avsade sig den 1903 när han utnämndes till domare i den federala distriktsdomstolen för Hawaii. Han tjänade som sådan till 1915 och dog efter flera slaganfall 1926. Han ligger begravd vid kyrkan i Kawaiahaʻo.  1956 uppkallades Dole Middle School i Kalihi-dalen på Oahu efter honom.